# Straßfelder Fließ
Koordinaten: 50° 42′ 47″ N, 6° 51′ 3″ O
Das Naturschutzgebiet Straßfelder Fließ liegt auf dem Gebiet der Gemeinde Weilerswist im Kreis Euskirchen in Nordrhein-Westfalen.
Das aus fünf Teilflächen bestehende Gebiet erstreckt sich – entlang des Straßfelder Fließes – südlich und südöstlich des Kernortes von Weilerswist und nordwestlich von Straßfeld, einer Ortschaft in der Gemeinde Swisttal im Rhein-Sieg-Kreis. Westlich des Gebietes verläuft Landesstraße L 194, südöstlich die L 182 und südlich die L 210, westlich fließt die Erft. Südöstlich – auf dem Gebiet der Gemeinde Swisttal – erstreckt sich das etwa 39,0 ha große Naturschutzgebiet Kiesgrube nordöstlich Straßfeld.

## Bedeutung
Das etwa 36,8 ha große Gebiet wurde im Jahr 2003 unter der Schlüsselnummer EU-120 unter Naturschutz gestellt. Schutzziele sind
- der Erhalt und die Optimierung einer Geländestufe mit Gebüschen und wärmeliebender Vegetation als Leitelement und regional bedeutendes Vernetzungsbiotop in der ausgeräumten Agrarlandschaft der Börde,
- der Schutz und der Erhalt von Brachflächen als wichtige Biotopstrukturen in der ausgeräumten Bördelandschaft und
- die Erhaltung von Grünlandbrachen und Gehölzen im Ortsrandbereich am Rande der Erftaue als Trittstein für Grünlandarten und als Vernetzungsbiotop im Rahmen eines Schutz- und Entwicklungskonzeptes zur Erftaue zwischen Euskirchen und Weilerswist.[2]